# دیوید کارکورو
دیوید کارکورو (انگلیسی: Davide Carcuro؛ زادهٔ ۲۸ مهٔ ۱۹۸۷) بازیکن فوتبال اهل ایتالیا است.
از باشگاه‌هایی که در آن بازی کرده‌است می‌توان به باشگاه فوتبال فیورنتینا، باشگاه فوتبال سالرنیتانا، باشگاه فوتبال ویرتوس لانچانو، باشگاه فوتبال ارورا پرو پاتریا ۱۹۱۹، باشگاه فوتبال ونتزیا، باشگاه فوتبال کروتونه، و باشگاه فوتبال ترنانا اشاره کرد.